# S. Scott Crump
S. Scott Crump (tên khai sinh Steven Scott Crump) là nhà phát minh tự xưng của mô hình lắng đọng nóng chảy (FDM) và là đồng sáng lập của Stratasys, Ltd. Crump phát minh và được cấp bằng sáng chế công nghệ FDM vào năm 1989 với vợ và người đồng sáng lập Stratasys Lisa Crump. Ông hiện là chủ tịch hội đồng quản trị của Stratasys, nhà sản xuất các máysản xuất bồi đắp cho sản xuất kỹ thuật số trực tiếp (sản xuất nhanh); những máy này thường được gọi là “máy in 3D”. Ông cổ phần hóa công ty vào năm 1994 (mã chứng khoán Nasdaq: SSYS). Ông cũng điều hành Fortus, RedEye on Demand, và Dimension Printing - các đơn vị kinh doanh của Stratasys.
Crump quản lý công việc đầu tiên trên một sự đổi mới được sử dụng bởi các máy FDM, sợi nhựa ABS, cho phép các kỹ sư xây dựng các bộ phận đầy đủ chức năng có độ bền bằng 75% so với một bộ phận đúc thực tế. Ngoài ra, Crump còn chịu trách nhiệm cho các sáng kiến khác, bao gồm: Hệ thống hỗ trợ Breakaway (BASS), Hệ thống hỗ trợ WaterWorks, sự kết nối với ngành công nghiệp CAD / CAM cho phần mềm tạo đường chạy dao CNC, một lò có vách ngăn cho môi trường xây dựng nhiệt độ cao và Máy in 3D(Dimention).

## Từ thiện
Thông qua Stratasys, Crump đã cung cấp hỗ trợ tài chính cho Chương trình Cố vấn Sáng suốt của SME, các cơ hội từ thiện cho học sinh trung học tham dự Hội nghị và Triển lãm RAPID hàng năm của Hiệp hội Giáo dục Sản xuất (SME). Stratasys cũng đã tặng máy in 3D cho các trường tham gia sự kiện RAPID.

## Giải thưởng và danh hiệu
Crump được xếp hạng trong số các CEO tốt nhất tại Hoa Kỳ bởi DeMarche Associates năm 2007.
Ngoài ra, ông đã nhận được các giải thưởng và giải thưởng sau đây:
- Người chiến thắng giải thưởng Doanh nhân Ernst & Young của năm, 2005.
- Được bình chọn là một trong năm cá nhân có ảnh hưởng nhất trong phát triển sản phẩm nhanh và sản xuất nhanh bởi Công nghệ nén thời gian, ấn bản châu Âu, Khảo sát Top 25 người có ảnh hưởng hàng đầu của TCT, 2007.
- Vòng chung kết, Giải thưởng Tekne của Hiệp hội Công nghệ cao Minnesota[khi nào?]
- Được giới thiệu vào Đại sảnh vinh danh TCT vào tháng 9 năm 2017.

## Bằng sáng chế
- Bằng sáng chế Hoa Kỳ số 5.121.329, Ngày 9 tháng 6 năm 1989, "Thiết bị và phương pháp tạo đối tượng ba chiều" (Một hệ thống và phương pháp để xây dựng các đối tượng ba chiều theo từng lớp thông qua mô hình lắng đọng nóng chảy)
- Bằng sáng chế Hoa Kỳ số 5.340.433, Ngày 23 tháng 8 năm 1994, "Thiết bị mô hình hóa cho các đối tượng ba chiều" (Một thiết bị để xây dựng các đối tượng ba chiều thông qua mô hình lắng đọng nóng chảy)
- Bằng sáng chế Hoa Kỳ số 5.503.785, Ngày 2 tháng 4 năm 1996, "Quy trình loại bỏ hỗ trợ cho mô hình lắng đọng nóng chảy", S. Scott Crump; Sam Batchelder; William Priedeman, Jr.; và Robert Zinniel. (Một quá trình xây dựng các đối tượng ba chiều không cần cấu trúc hỗ trợ)
- Bằng sáng chế Hoa Kỳ số 5.866.058, Ngày 2 tháng 2 năm 1999, "Phương pháp tạo mẫu nhanh của mô hình rắn", Sam Batchelder; Scott Crump. (Một phương pháp để xây dựng các đối tượng vật lý ba chiều với mức độ giảm uốn cong và biến dạng)
- Bằng sáng chế Hoa Kỳ số 7.125.512, Ngày 24 tháng 10 năm 2006, "Ép phun tạo mẫu nhanh", S. Scott Crump; William Priedeman, Jr.; và Jeffery Hanson. (Một phương pháp tạo khuôn đúc nguyên mẫu bằng cách ép đùn vật liệu nhựa nhiệt dẻo vào công cụ khuôn nhựa ở áp suất thấp)
- Bằng sáng chế Hoa Kỳ số 7.255.821, Ngày 14 tháng 8 năm 2007, "Công cụ bắt cầu lắng động xếp lớp", William Priedeman, Jr.; và S. Scott Crump. (Một phương pháp tạo chi tiết ép phun nhựa nguyên mẫu bằng cách sử dụng một công cụ khuôn được thực hiện bởi một kỹ thuật mô hình lắng đọng nóng chảy)